# Ghislain Dibie
Ghislain Dibie, né en 1975, est un historien français spécialisé en histoire religieuse, notamment de la première modernité (1500-1650) en histoire du livre, professeur de lettres-histoire membre du Pôle universitaire Lille-Nord Pas-de-Calais, et responsable du patrimoine imprimé à la médiathèque du musée du Quai Branly.
Il est également co-fondateur et co-directeur de l'ensemble instrumental et vocal "Le Concert des planètes consort".

## Biographie
Il est titulaire d'une maîtrise de Lettres modernes de l’Université Paris-Sorbonne, en donnant un mémoire sur Emanuel Swedenborg dans les dernières années du XVIIIe siècle, ainsi que d'un DEA en histoire de l'écrit à l’École nationale des chartes – EPHE en 2004, en produisant un mémoire sur l’évolution de la mise en page de la tragi-comédie Amalasonte de Philippe Quinault des années 1650 à 1740.
Ghislain Dibie enseigne au Lycée professionnel Le Hurle-Vent dans la ville Le Tréport.
Responsable du patrimoine imprimé à la médiathèque du musée du Quai Branly, il a co-organisé et co-présenté en 2010 et en 2013 deux conférences dédiées à la correspondance épistolaire entre l’écrivain Nicolas Bouvier et son illustrateur Thierry Vernet en vue de la publication de L'Usage du monde entre 1954 et 1961, récit de voyage qui est devenu un classique figure majeure de la littérature de voyage et de l’écriture contemporaine. De même en 2013, il produit une conférence sur l’explorateur français René Caillié.
Il a également publié sur PôLiB, une bibliothèque patrimoniale virtuelle, qui constitue un fonds patrimonial numérique issu de documents imprimés ou manuscrits antérieurs à 1810 conservés dans la réserve commune aux universités Lille-I, Lille-II et Lille-III, les fonds patrimoniaux de la bibliothèque municipale de Douai, du Conservatoire botanique national de Bailleul ou encore de la bibliothèque municipale de Lille.
Il est une est une figure reconnue dans le monde de la musique ancienne, et fait partie de l'ensemble instrumental et vocal "Le Concert des planètes consort" qu’il a co-fondé et qui s’attache à redonner vie aux répertoires des époques médiévale, Renaissance et baroque. Cet ensemble a enregistré le CD Psaumes de la Renaissance : « Vous qui la terre habitez ». L'Estocart - Le Jeune - Goudimel qui interprète les compositeurs de musique de la Renaissance sur les Psaumes traduits par des Réformés : Paschal de L'Estocart, Claude Le Jeune et Claude Goudimel et d'autres.
Il se produit en concert, comme Musique pour les Demoiselles au temps du Roi Soleil à l’abbaye de Pontigny en juillet 2023, donnant une conférence introductive « portant sur la place de la musique et du chant dans l’éducation des jeunes filles, autour d’une femme d’exception, Mère Marie de l'Incarnation, première religieuse à partir en mission à l’étranger. Arrivée à Québec en 1639, elle fonda le couvent des Ursulines qui dispensa un enseignement aux jeunes filles tant françaises qu’indiennes ».

## Axes de recherche
- musique de la Renaissance
- publications de l'époque Moderne

## Publications

### Articles
- avec Isabelle Westeel, « Numérisation et conservation : une expérience lilloise », dans Nouvelles du livre ancien, n° 111 à 120, CNRS, 2003, p.1-2
- avec Éric Divetain, « PôLiB© », Arabesques, n°39, 2005 lire en ligne
- avec Cécile Martini, « Les documents numérisés en ligne », Arabesques, n°41, 2006 lire en ligne
- avec Susan Kovacs, « L’index du texte littéraire aux xviie et xviiie siècles, entre outil de consultation et discours critique » dans Indice, index, indexation : actes du colloque international organisé les 3 et 4 novembre 2005 à l'Université Lille-3, par les laboratoires Cersatès et GERIICO, coordonné par Ismaïl Timimi et Susan Kovacs, Paris, ADBS, 2006, p. 63-79.  (ISBN 9782843650888)

### Conférences publiées en CD
- Nicolas Bouvier et Thierry Vernet, Correspondance des routes croisées : Conférence enregistrée au Salon de lecture Jacques Kerchache le 20 novembre 2010, organisée et présentée par Ghislain Dibie et Marlyse Pietri, Paris, Musée du quai Branly, 2010, 4 h 30 min
- Usages de Nicolas Bouvier pour les cinquante ans de "L'Usage de Monde", sous la dir. scientifique de Dominique Rabaté, Alexandre Gefen et Olivier Bessard-Banquy : colloque enregistré au Théâtre Claude Lévi-Strauss le 10 octobre 2013, organisé et présenté par Ghislain Dibie, Marlyse Pietri et Cristina Ion, Paris, Musée du quai Branly, 2013, 4 h 59 min
- avec Alain Quella-Villéger et Patrick Cazals, Rencontres autour de René Caillié : conférence enregistrée au Salon de lecture Jacques Kerchache le 26 janvier 2013, Paris, Musée du quai Branly, 2013, 1 h 18 min

## CD musical
- produit avec le Concert des planètes consort, ensemble vocal et instrumental, Psaumes de la Renaissance : « Vous qui la terre habitez ». L'Estocart - Le Jeune - Goudimel [et ali.], [Le Bouscat, Gironde], Psalmus ; [Paris], [distrib. Abeille musique], 2013, 1 disque compact + 1 brochure. écouter en ligne en podcast par Radio France.